# 田刈屋
田刈屋（たかりや）は、富山県富山市の町名である。桜谷地区センターが所在している。
地名の由来は、古く田畑を開墾しても家を構える人も無く、各々刈屋を設け作物を一時納めて置き、のちに村に持ち帰ったことにより、田の刈屋の名が村名になったという。大正初期には大字田刈村とも称した。

## 地理
- 河川 神通川

## 歴史
天正年間、神通川本流は五艘村と当村付近の間を北へ流れていたことから、当村の開墾は神通川東遷後と思われる。
江戸時代は婦負郡駒見郷、富山藩領。1889年以降は婦負郡桜谷村の大字となり、当地に村役場が置かれた。
1899年には官設北陸鉄道（後の北陸本線、現在のあいの風とやま鉄道線）の富山駅が当地に設置された。以降1908年の旧路線廃止に伴い現在地に移転するまで、駅前町として運送店や宿屋、茶屋、そば屋、みやげもの屋などが建ち並び、人家が集まり、村の中心としての性格を強めた。1906年からの呉羽トンネルや神通川鉄橋の建設工事には、人夫が各地から集まり、にぎわいを見せた。旧富山駅廃止後は、跡地に金沢の工兵第九大隊の演習廠舎が設置された。
また、1903年5月には神通川の馳越線工事が完成し、木橋の神通大橋が架設された。
1920年に桜谷村が富山市へ編入されたことに伴い、田刈屋も富山市の大字となった。

## 施設
- 桜谷地区センター
- 富山市立桜谷小学校

## 交通
道路、鉄道
- 富山県道7号富山八尾線、富山県道56号富山環状線（草島西線、重複区間）
- 富山県道208号小竹諏訪川原線
- 北陸新幹線
- あいの風とやま鉄道線
- 高山本線

アクセス
- 富山地鉄バス 田刈屋バス停で下車
- 富山駅から1.5km

## 参考出典
『富山県の地名』平凡社